# Fondation Grand-Paradis
Fondation Grand-Paradis est une fondation à but non lucratif créée en 1998 pour gérer des sites et des projets concernant les communes valdôtaines du parc national du Grand Paradis, à savoir le val de Cogne, le val de Rhêmes et le Valsavarenche.

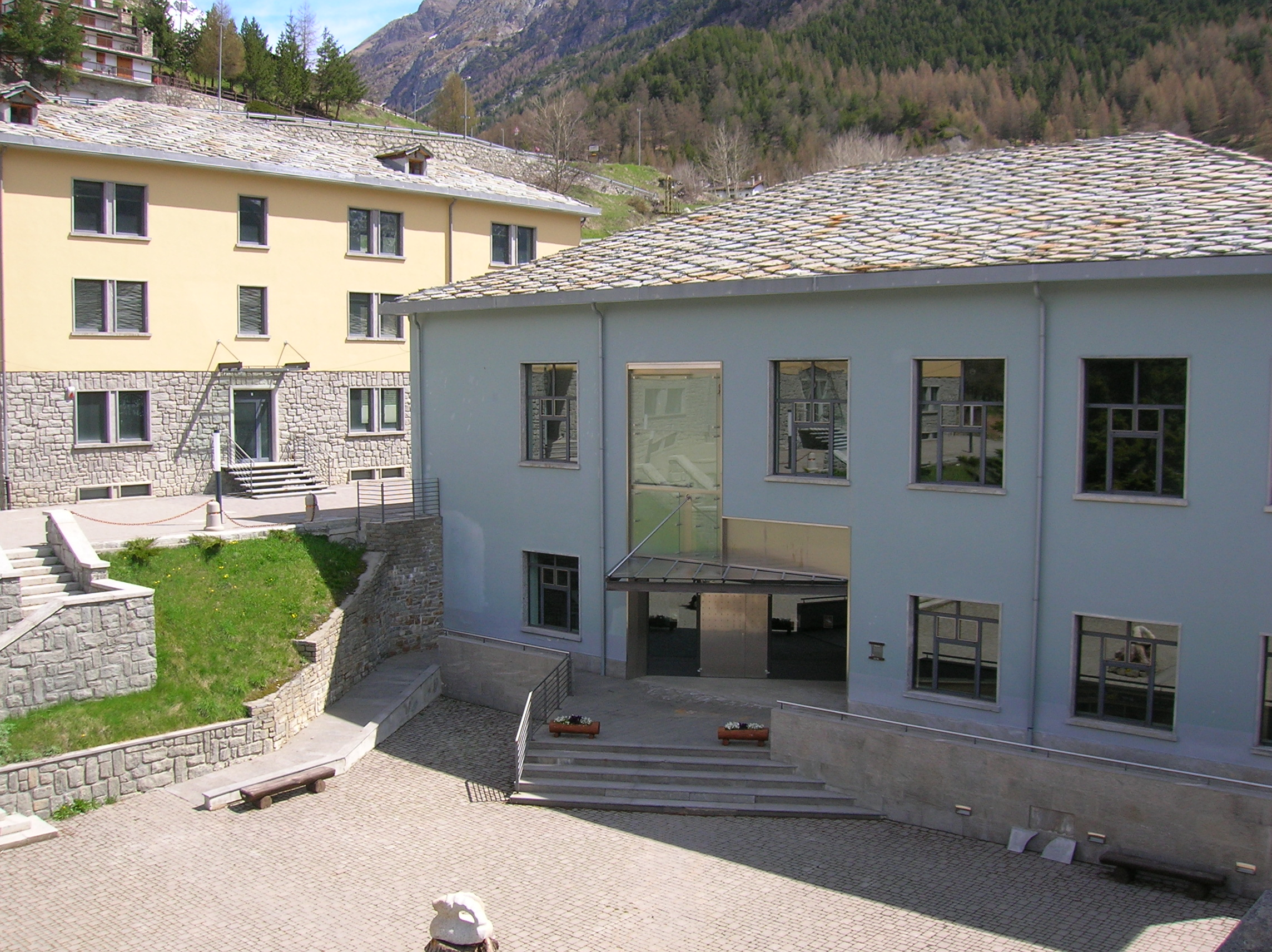
Village minier à Cogne

La fondation siège au village minier à Cogne, qui conserve plusieurs éléments de l'architecture industrielle. Le complexe est prêté à usage par l'administration régionale.

## Chronologie
Les origines du projet Fondation Grand-Paradis remontent au début des années 1990, lorsque l'administration régionale de la Vallée d'Aoste ensemble avec l'unité des communes valdôtaines du Grand-Paradis et le parc national du Grand Paradis visait à créer un réseau de gestion de certaines structures présentes sur le territoire valdôtain du parc aussi bien que les centres des visiteurs du parc des trois vallées valdôtaines, dénommé au début Grand Paradis Accueil. Cette idée a mené ensuite à envisager une association à but non lucratif.
La junte régionale valdôtaine a approuvé le 10 décembre 1997 le projet de loi concerné, et la loi no 14 du 14/04/1998 a institué officiellement la fondation avec un capital initial de 150 milliard de lires.
Cette loi a été modifiée ensuite par la LR no 34 du 16/11/1999, remplacée ensuite par la LR no 14 du 10/08/2004.

## Sites
Aux années 2000, les espaces du village minier de Cogne ainsi que de nouveaux centres des visiteurs à l'intérieur du parc ont été ouverts au public. La fondation Grand-Paradis gère aujourd'hui les centres des visiteurs du parc national à Cogne, à Dégioz (Valsavarenche) et au hameau Chanavey (Rhêmes-Notre-Dame), aussi bien que le jardin botanique alpin Paradisia au Valnontey, le château d'Introd et le Châtel-Argent, la Maison-musée Jean-Paul II aux Combes d'Introd, les deux écomusées (maisons du patrimoine) : la Maison Gérard-Dayné (à Cogne) et la Maison Bruil à Introd et les salles d'expositions et de conférences à Cogne (Maison de la Grivola) et à Rhêmes-Saint-Georges (Maison Pellissier).

### Liste
La fondation Grand-Paradis gère les sites suivants :
- à Cogne :
  - Centre d'expositions Alpinart
  - Le centre des visiteurs du parc national du Grand Paradis
  - Jardin botanique alpin Paradisia, au Valnontey
  - Maison Gérard-Dayné
  - Le musée régional des mines de Cogne
- à Introd :
  - Maison Bruil
  - Château d'Introd
  - Maison-musée Jean-Paul II, aux Combes
- à Rhêmes-Notre-Dame :
  - Le centre des visiteurs du parc national du Grand Paradis
- à Valsavarenche :
  - Le centre des visiteurs du parc national du Grand Paradis
- à Rhêmes-Saint-Georges :
  - Maison Pellissier
- à Villeneuve :
  - Châtel-Argent.

## Initiatives
Parmi les initiatives promues par la fondation Grand-Paradis on cite des expositions de photographie, un réseau Hotspot gratuit dans les sept communes concernées par l'Espace Grand-Paradis, le concours littéraires Lupus in fabula, le concours cinématographique international Grand Paradis International Nature Film Festival - Trophée bouquetin d'or, plusieurs projets concernant l'écomobilité et la promotion des produits et des entreprises locales, des laboratoires didactiques et des géoguides du parc.

## Associés
- La région autonome Vallée d'Aoste
- L'unité des communes valdôtaines du Grand-Paradis
- Le parc national du Grand Paradis
- Les communes d'Aymavilles, Cogne, Introd, Rhêmes-Saint-Georges, Rhêmes-Notre-Dame, Valsavarenche et Villeneuve
- L’association professionnelle des guides du parc national du Grand Paradis.